# Bitwa pod Ostrówkiem
Bitwa pod Ostrówkiem (także Bitwa pod Górą Kalwarią) – starcie zbrojne, które miało miejsce w trakcie wojny polsko-austriackiej (stanowiącej część zmagań wchodzących w skład wojen napoleońskich – V koalicja antyfrancuska) mająca miejsce nad brzegiem Wisły pod Ostrówkiem (położonym na przeciwnym brzegu względem Góry Kalwarii) w nocy z 2 na 3 maja 1809.

## Przebieg działań
Po opanowaniu Warszawy wódz armii austriackiej książę Ferdynand d'Este postanowił przeprawić się na prawy brzeg Wisły pod Górą Kalwarią. By zabezpieczyć przeprawę, Austriacy zaczęli budować w Ostrówku na prawym brzegu Wisły przyczółek o narysie bastionowym, obsadzony przez 1628 żołnierzy piechoty pułku Bailleta i 4 działa. Po zabezpieczeniu przeprawy przystąpili do budowy mostu łyżwowego. Drewno na most żołnierze wycinali wcześniej w lasach wilanowskich.
W celu rozpoznania nieprzyjaciela stacjonujący w rejonie Modlina i Serocka książę Józef Poniatowski wysłał grupę generała Michała Sokolnickiego (5 batalionów, 6 szwadronów i 4 działa), której podjazd w nocy z 30 kwietnia na 1 maja ustalił liczebność przeciwnika pod Ostrówkiem. Sokolnicki z własnej inicjatywy ściągnął swoje oddziały w rejon Ostrówka i po zajęciu wsi Dziecinów, siłami 6, 12 i 8 pułku oraz strzelców konnych z 5. pułku, w nocy z 2 na 3 maja przeprowadził natarcie na znajdujących się na prawym brzegu Austriaków pod dowództwem ppłk Straucha. Sokolnicki podzielił swoje oddziały na 4 kolumny szturmowe i 2 kolumny odwodowe. Jako pierwsza zaatakowała od północy od wsi Glinki kolumna woltyżerów 8. pułku płk. Bogusławskiego, a następnie od południa od wsi Kosumce kolumna woltyżerska płk. Mojaczewskiego. Po odparciu polskiego ataku, do walki włączyły się kompanie polskich grenadierów ppłk. Blumera i ponowiono atak. Po zaciętym starciu żołnierze polscy około 3 rano zdobyli przyczółek i zniszczyli budowany most. Zwycięstwo to miało decydujące znaczenie operacyjne i zmieniło bieg wojny, gdyż uniemożliwiło armii austriackiej przeprawę przez Wisłę, dzięki czemu wojska polskie odzyskały inicjatywę strategiczną i mogły bez przeszkód zająć Sandomierz i Zamość, a następnie wedrzeć się do znajdującej się pod władzą austriacką Galicji.
W bitwie Polacy stracili 170 zabitych i rannych, natomiast Austriacy 500 zabitych, rannych i aż 1000 jeńców. Ponadto w ręce Sokolnickiego dostały się 2 chorągwie, 1000 nowych nowoczesnych angielskich karabinów i 3 działa.

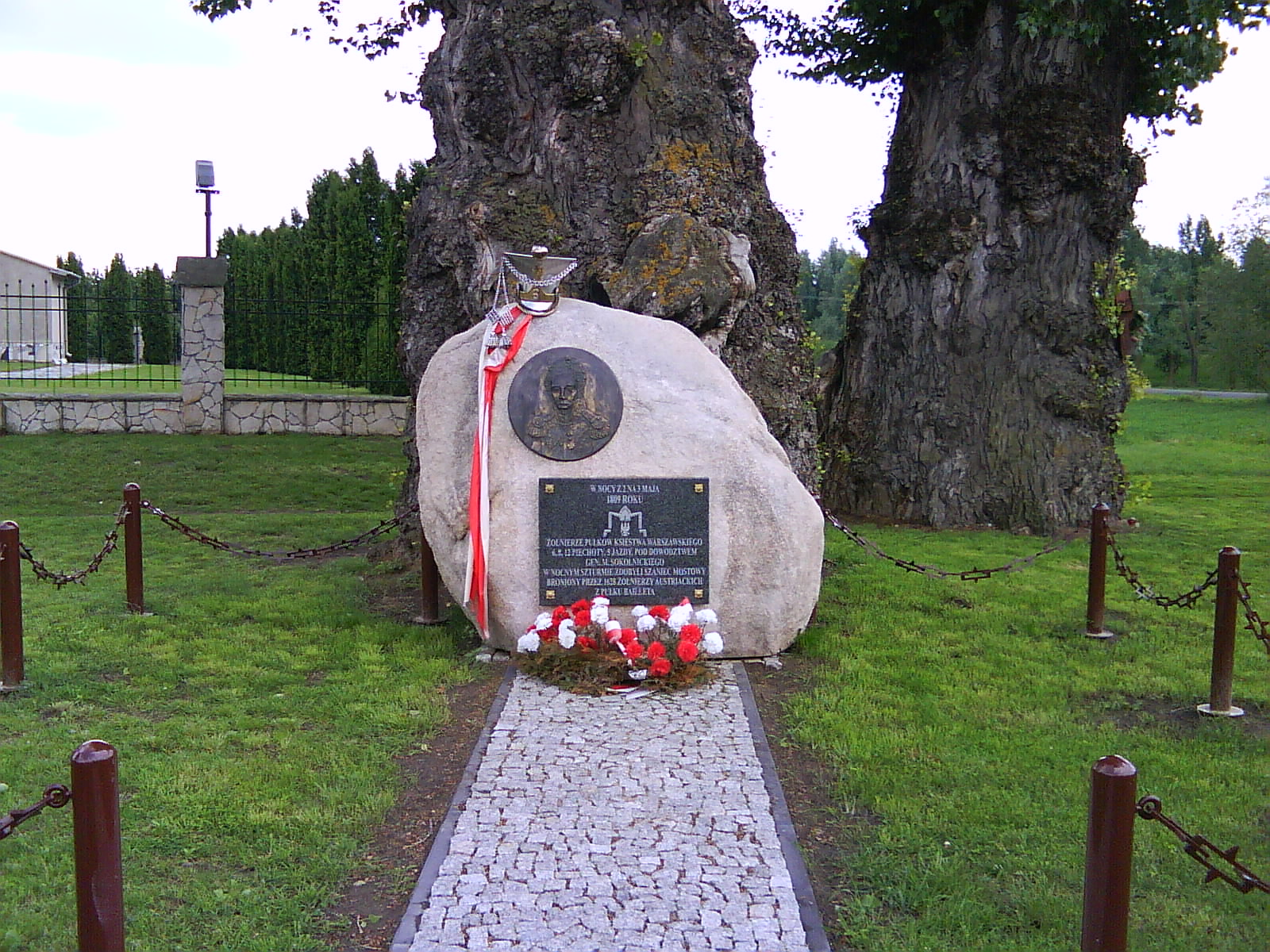
Kamień upamiętniający bitwę pod Ostrówkiem w 1809 roku.